# 2023년 퍼시픽 리그 클라이맥스 시리즈
2023년 퍼시픽 리그 클라이맥스 시리즈(일본어: 2023年のパシフィック・リーグクライマックスシリーズ, 영어: 2023 Pacific League Climax Series)는 2023년 10월에 개최된 일본 프로 야구 퍼시픽 리그의 클라이맥스 시리즈 경기이다. 전년도에 이어 퍼솔 홀딩스가 메인 스폰서를 맡으면서 ‘2023 퍼솔 클라이맥스 시리즈 퍼시픽’(2023 パーソル クライマックスシリーズ パ)이라는 이름으로 개최됐다.

## 개요
이 대회는 SMBC 일본 시리즈 2023 출전권을 내건 플레이오프 토너먼트이다.

### 퍼스트 스테이지
정규 시즌 2위 팀인 지바 롯데 마린스와 3위 팀인 후쿠오카 소프트뱅크 호크스와의 3전 2선승제로 치렀고, 승리팀인 지바 롯데는 파이널 스테이지에 진출했다.
- 일시 : 10월 14일부터 10월 16일
- 구장 : ZOZO 마린 스타디움[주 1]

### 파이널 스테이지
정규 시즌 시즌 1위 팀인 오릭스 버펄로스(어드밴티지 1승이 미리 주어진다)와 퍼스트 스테이지 승리팀인 지바 롯데 마린스와 6전 4선승제로 치렀고, 승리팀인 오릭스는 SMBC 일본 시리즈 2023의 출전권을 얻었다.
오릭스와 지바 롯데가 파이널 스테이지에서 맞붙는 것은 2021년 이후 두 번째이다.
- 일시 : 10월 18일부터 10월 21일
- 구장 : 교세라 돔 오사카
- 경기 개시 예정 시각 : 전 경기 모두 18시[1]

## 클라이맥스 시리즈 참가 팀 및 감독
| 팀 순위       | 소속                       | 감독            | 정규시즌 성적 |
| ------------- | -------------------------- | --------------- | ------------- |
| 정규 리그 1위 | 오릭스 버펄로스            | 나카지마 사토시 | 86승 4무 53패 |
| 정규 리그 2위 | 지바 롯데 마린스           | 요시이 마사토   | 70승 5무 68패 |
| 정규 리그 3위 | 후쿠오카 소프트뱅크 호크스 | 후지모토 히로시 | 71승 3무 69패 |

### 대진표
|  | 퍼스트 스테이지(준결승) | 퍼스트 스테이지(준결승) |                                  |        | 파이널 스테이지(결승) | 파이널 스테이지(결승) |
|  |                         |                         |                                  |        |                       |                       |
|  |                         |                         |                                  |        |                       |                       |
|  |                         |                         |                                  |        |                       |                       |
|  |                         |                         |                                  |        |                       |                       |
|  |                         |                         | (6전 4선승제) 교세라 돔 오사카   |        |                       |                       |
|  |                         |                         |                                  |        |                       |                       |
|  | 오릭스(PL 우승)         | ☆〇●〇○                 |                                  |        |                       |                       |
|  | 오릭스(PL 우승)         | ☆〇●〇○                 | (3전 2선승제) ZOZO 마린 스타디움 |        |                       |                       |
|  |                         |                         | 지바 롯데                        | ★●〇●● |                       |                       |
|  | 지바 롯데(PL 2위)       | 〇●〇                   | 지바 롯데                        | ★●〇●● |                       |                       |
|  | 지바 롯데(PL 2위)       | 〇●〇                   |                                  |        |                       |                       |
|  | 소프트뱅크(PL 3위)      | ●〇●                    |                                  |        |                       |                       |
|  | 소프트뱅크(PL 3위)      | ●〇●                    |                                  |        |                       |                       |
|  |                         |                         |                                  |        |                       |                       |
|  |                         |                         |                                  |        |                       |                       |
|  |                         |                         |                                  |        |                       |                       |
|  |                         |                         |                                  |        |                       |                       |

- ☆·★ = 파이널 스테이지 어드밴티지 부여에 따라 우선 승패를 나눠 가져감.

## 경기 일정

### 퍼스트 스테이지
- 1차전 : 10월 14일
- 2차전 : 10월 15일
- 3차전 : 10월 16일

### 파이널 스테이지
- 1차전 : 10월 18일
- 2차전 : 10월 19일
- 3차전 : 10월 20일
- 4차전 : 10월 21일

## 경기 결과

### 퍼스트 스테이지

#### 경기 기록
| 일시                     | 경기  | 원정팀(선공)               | 스코어 | 홈팀(후공)       | 개최 구장          |
| ------------------------ | ----- | -------------------------- | ------ | ---------------- | ------------------ |
| 10월 14일(토)            | 1차전 | 후쿠오카 소프트뱅크 호크스 | 2 - 8  | 지바 롯데 마린스 | ZOZO 마린 스타디움 |
| 10월 15일(일)            | 2차전 | 후쿠오카 소프트뱅크 호크스 | 3 - 1  | 지바 롯데 마린스 | ZOZO 마린 스타디움 |
| 10월 16일(월)            | 3차전 | 후쿠오카 소프트뱅크 호크스 | 3 - 4  | 지바 롯데 마린스 | ZOZO 마린 스타디움 |
| 승리팀: 지바 롯데 마린스 |       |                            |        |                  |                    |

#### 1차전
- 10월 14일 - ZOZO 마린 스타디움

| 팀 | 1 | 2 | 3 | 4 | 5 | 6 | 7 | 8 | 9 | R | H | E |
| 소프트뱅크 | 0 | 0 | 0 | 0 | 0 | 2 | 0 | 0 | 0 | 2 | 4 | 1 |
| 지바 롯데 | 2 | 0 | 2 | 0 | 0 | 3 | 0 | 1 | X | 8 | 9 | 0 |
| 승리 투수: 나카무라 도시야(1-0) 패전 투수: 스튜어트 주니어(0-1) 홈런: 소프트뱅크 – 야나기타 유키(6회 2점) 지바 롯데 – 오기노 다카시(1회 1점), 그레고리 폴랑코(1회 1점) |   |   |   |   |   |   |   |   |   |   |   |   |

#### 2차전
- 10월 15일 - ZOZO 마린 스타디움

| 팀                                                                                      | 1 | 2 | 3 | 4 | 5 | 6 | 7 | 8 | 9 | R | H | E |
| 소프트뱅크                                                                              | 1 | 0 | 2 | 0 | 0 | 0 | 0 | 0 | 0 | 3 | 8 | 0 |
| 지바 롯데                                                                               | 1 | 0 | 0 | 0 | 0 | 0 | 0 | 0 | 0 | 1 | 6 | 1 |
| 승리 투수: 아리하라 고헤이(1-0) 패전 투수: 니시노 유지(0-1) 세이브: 로베르토 오수나(1S) |   |   |   |   |   |   |   |   |   |   |   |   |

#### 3차전
- 10월 16일 - ZOZO 마린 스타디움

| 팀 | 1 | 2 | 3 | 4 | 5 | 6 | 7 | 8 | 9 | 10 | R | H | E |
| 소프트뱅크                                                                                                | 0 | 0 | 0 | 0 | 0 | 0 | 0 | 0 | 0 | 3  | 3 | 8 | 0 |
| 지바 롯데                                                                                                 | 0 | 0 | 0 | 0 | 0 | 0 | 0 | 0 | 0 | 4X | 4 | 8 | 0 |
| 승리 투수: 사카모토 고시로(1-0) 패전 투수: 오쓰 료스케(0-1) 홈런: 지바 롯데 – 후지오카 유다이(10회말 3점) |   |   |   |   |   |   |   |   |   |    |   |   |   |

### 파이널 스테이지

#### 경기 기록
| 일시                    | 경기       | 원정팀(선공)     | 스코어 | 홈팀(후공)      | 개최 구장        |
| ----------------------- | ---------- | ---------------- | ------ | --------------- | ---------------- |
| 어드밴티지              | 어드밴티지 | 지바 롯데 마린스 |        | 오릭스 버펄로스 |                  |
| 10월 18일(수)           | 1차전      | 지바 롯데 마린스 | 5 - 8  | 오릭스 버펄로스 | 교세라 돔 오사카 |
| 10월 19일(목)           | 2차전      | 지바 롯데 마린스 | 6 - 5  | 오릭스 버펄로스 | 교세라 돔 오사카 |
| 10월 20일(금)           | 3차전      | 지바 롯데 마린스 | 0 - 2  | 오릭스 버펄로스 | 교세라 돔 오사카 |
| 10월 21일(토)           | 4차전      | 지바 롯데 마린스 | 2 - 3  | 오릭스 버펄로스 | 교세라 돔 오사카 |
| 승리팀: 오릭스 버펄로스 |            |                  |        |                 |                  |

#### 1차전
- 10월 18일 - 교세라 돔 오사카

| 팀                                                                                            | 1 | 2 | 3 | 4 | 5 | 6 | 7 | 8 | 9 | R | H  | E |
| 지바 롯데                                                                                     | 3 | 0 | 0 | 0 | 0 | 1 | 1 | 0 | 0 | 5 | 11 | 0 |
| 오릭스                                                                                        | 0 | 0 | 0 | 3 | 0 | 4 | 0 | 1 | X | 8 | 9  | 0 |
| 승리 투수: 야마모토 요시노부(1-0) 패전 투수: 나카무라 도시야(0-1) 세이브: 히라노 요시히사(1S) |   |   |   |   |   |   |   |   |   |   |    |   |

#### 2차전
- 10월 19일 - 교세라 돔 오사카

| 팀 | 1 | 2 | 3 | 4 | 5 | 6 | 7 | 8 | 9 | R | H | E |
| 지바 롯데 | 1 | 0 | 0 | 0 | 0 | 3 | 0 | 0 | 2 | 6 | 5 | 0 |
| 오릭스 | 3 | 0 | 0 | 0 | 0 | 0 | 2 | 0 | 0 | 5 | 9 | 0 |
| 승리 투수: 도조 다이키(1-0) 패전 투수: 야마오카 다이스케(0-1) 세이브: 마스다 나오야(1S) 홈런: 오릭스 – 레안드로 세데뇨(7회 2점) |   |   |   |   |   |   |   |   |   |   |   |   |

#### 3차전
- 10월 20일 - 교세라 돔 오사카

| 팀                                                                                          | 1 | 2 | 3 | 4 | 5 | 6 | 7 | 8 | 9 | R | H | E |
| 지바 롯데                                                                                   | 0 | 0 | 0 | 0 | 0 | 0 | 0 | 0 | 0 | 0 | 6 | 1 |
| 오릭스                                                                                      | 0 | 0 | 0 | 0 | 0 | 0 | 0 | 2 | X | 2 | 8 | 0 |
| 승리 투수: 우다가와 유키(1-0) 패전 투수: 니시무라 다카히로(0-1) 세이브: 히라노 요시히사(2S) |   |   |   |   |   |   |   |   |   |   |   |   |

#### 4차전
- 10월 21일 - 교세라 돔 오사카

| 팀 | 1 | 2 | 3 | 4 | 5 | 6 | 7 | 8 | 9 | R | H | E |
| 지바 롯데 | 0 | 0 | 0 | 0 | 0 | 0 | 0 | 1 | 1 | 2 | 7 | 0 |
| 오릭스 | 2 | 0 | 0 | 0 | 0 | 1 | 0 | 0 | X | 3 | 9 | 0 |
| 승리 투수: 미야기 히로야(1-0) 패전 투수: 다네이치 아쓰키(0-1) 세이브: 히라노 요시히사(3S) 홈런: 지바 롯데 – 후지와라 교타(8회 1점), 그레고리 폴랑코(9회 1점) 오릭스 – 모리 도모야(1회 2점) |   |   |   |   |   |   |   |   |   |   |   |   |

## 수상 선수
- 클라이맥스 시리즈 MVP : 스기모토 유타로(오릭스)
- 퍼솔상 : 구레바야시 고타로(오릭스)

## 기록

### 퍼스트 스테이지

#### 1차전
- 선두 타자 홈런 : 오기노 다카시 ※CS 역대 11명째, 13번째.[2] 37세 11개월에서의 기록은 2008년의 이병규(33세 11개월)를 뛰어넘은 역대 최고령.[2] 또한 일본 시리즈를 포함해도 1999년의 아키야마 고지(37세 6개월)를 뛰어넘은 포스트 시즌 역대 최고령.[2]
- CS 첫 타석 홈런 : 그레고리 폴랑코 ※역대 6번째[3]
- 선발 투수가 무안타 투구인 채로 강판 : 사사키 로키 ※CS 사상 최초로 일본 시리즈를 포함하면 역대 4번째[4]

#### 3차전
- CS 통산 32타점 : 야나기타 유키 ※우치카와 세이이치(기록 달성될 당시 소프트뱅크)의 31타점을 넘는 신기록

### 파이널 스테이지

#### 1차전
- 포스트 시즌 최고령 세이브 : 히라노 요시히사(39세 7개월)[5][주 3]

#### 2차전
- 연속 타자 안타 5 : 오릭스 ※CS·플레이오프 역대 7번째, 퍼시픽 리그 역대 5번째, 구단 사상 최초
- 4번 타자의 역전 홈런 : 레안드로 세데뇨, 7회에 역전 2런 ※CS 역대 10번째
  - 4번 타자가 역전 홈런을 쳤는데도 팀은 패전 ※CS 사상 최초, 일본 시리즈를 포함하면 1971년 2차전에서 오 사다하루(4회 역전 2런) 이후 역대 두 번째
- 양팀 합쳐서 4번의 역전 ※CS 사상 최초로 일본 시리즈를 포함하면 1992년(양팀 합쳐서 5번의 역전) 이후 두 번째

### 주해
1. ↑  마린 스타디움에서의 CS 퍼스트 스테이지 개최는 2007년, 2021년에 이어 세 번째이며 CS의 전신인 플레이오프 시절인 2005년의 퍼스트 스테이지도 개최된 바 있다.
2. ↑  해당 시점에서 오릭스의 CS 출전은 2008년, 2014년 퍼스트 스테이지와 2021년~2023년 파이널 스테이지 등 총 5차례이지만 2008년, 2014년 모두 2위 팀으로서의 퍼스트 스테이지 탈락, 2021년~2023년 퍼시픽 리그 우승팀으로, 3위로서의 진출한 적은 없다. 따라서 지금까지 오릭스의 CS는 모두 교세라 돔에서의 경기였으며 원정팀으로서의 경기는 한 번도 없었는데 이는 12개 구단에서 유일하다.
3. ↑  지금까지의 최고령 기록은 2019년 후지카와 규지의 39세 2개월(당시 한신).[5]

### 출전
1. ↑  【9/20更新】2023 パーソル クライマックスシリーズ パ チケット先行販売スケジュールのお知らせ - 오릭스 버펄로스
2. 1 2 3  “【データ】ロッテ荻野貴司が先頭打者本塁打　37歳11カ月は李炳圭抜いて最年長　Ｖ打は４人目”. 《닛칸 스포츠》. 2023년 10월 14일. 2023년 10월 15일에 확인함.
3. ↑  “【データ】やっぱりロッテ選手はCS初打席に強い！ポランコいきなり初本塁打で快勝発進貢献”. 《닛칸 스포츠》. 2023년 10월 14일. 2023년 10월 15일에 확인함.
4. ↑  “【データ】ロッテ佐々木朗希３回完全投球で交代　プレーオフ、CSで無安打降板の先発投手は初”. 《닛칸 스포츠》. 2023년 10월 14일. 2023년 10월 15일에 확인함.
5. 1 2  “【オリックス】39歳平野佳寿がポストシーズン最年長セーブ「まだ引退するつもりはない」”. 《닛칸 스포츠》. 2023년 10월 18일. 2023년 10월 19일에 확인함.

## 같이 보기
- 2023년 센트럴 리그 클라이맥스 시리즈
- 2023년 일본 시리즈